# Buyskes
Buyskes is een Enkhuizens regentengeslacht dat in 1957 in Nederland uitstierf.

## Geschiedenis
De stamreeks begint met Pieter Luytgesz. Buyskes (1534-1606) die raad en burgemeester van Enkhuizen was, en eerste bestuurder uit dit geslacht. Hij trouwde met Frederike Semeyns, telg uit het geslacht Semeyns dat in 1577 van Willem van Oranje het zogenaamde Privilegie Semeyns ontving waarover nazaat P.J. Buyskes (1829-1910) de geschiedenis schreef. Vele nakomelingen werden eveneens bestuurder in Enkhuizen en trouwden met telgen uit andere regentengeslachten uit die stad.
Het geslacht werd in 1957 opgenomen in het genealogische naslagwerk Nederland's Patriciaat.

## Enkele telgen
Pieter Luytgesz. Buyskes (1534-1606), raad en burgemeester van Enkhuizen
- Luyt Buyskes (1559-1619), koopman
  - Meinert Buyskes (begraven 1637), schepen van Enkhuizen
    - Pieter Buyskes (1611-1653), koopman
      - Gerrit Buyskes (1636-1696), raad en burgemeester van Enkhuizen, bewindhebber OIC
        - Pieter Buyskes (1666-1743), koopman
          - Aagt Buyskes (1693-1724); trouwde in 1713 met mr. Siewert Lakeman (1688-1718), schepen van Enkhuizen
          - Mr. Gerrit Buyskes (1705-1780), raad, schepen en burgemeester van Enkhuizen, kassier OIC
            - Mr. Joan Buyskes (1732-1754), secretaris van Enkhuizen
            - Petronella Buyskes (1737-1779); trouwde in 1762 met mr. Thade Pan (1733-1806), schout van Enkhuizen, kassier OIC
            - Mr. Pieter Buyskes (1739-1779), raad en burgemeester van Enkhuizen
              - Mr. Gerrit Buyskes (1765-1832), schout en dijkgraaf van Texel, lid Nationale Vergadering van Holland, gecommitterde ter Staten-Generaal, griffier Raad van Justitie aan de Kaap de Goede Hoop, vicepresident Hooggerechtshof te Batavia
                - Egbert Andries Buyskes (1789-1865), met nakomelingen in Zuid-Afrika en mogelijk Engeland

              - Arnold Adriaan Buyskes (1771-1838), onder andere luitenant-gouverneur-generaal van Nederlands-Indië
                - Mr. Pieter Buyskes (1794-1863), president Rechtbank te Leiden, vicepresident van het Provinciaal Gerechtshof van Zuid-Holland, lid Gemeenteraad laatstelijk te 's-Gravenhage
                  - Pieter Johan Buyskes (1829-1910), kapitein-ter-zee, auteur van Het privilegie Semeyns
                  - Mr. Arnold Adriaan Buyskes (1837-1915), bankdirecteur
                    - Anna Beata Maria Buyskes (1873-1957), laatste telg van de Nederlandse tak

                  - Johanna Helena Buyskes (1840-1869), bloemenschilderes

            - Hester Buyskes (1746-1823); trouwde in 1767 met mr. Pieter van Bleyswijk (1745-1803), schepen van Enkhuizen, kassier West-Indische Compagnie

          - Thade Buyskes (1708-1760), schepen van Enkhuizen
            - Pieter Buyskes (1736-1806), muntmeester en burgemeester van Enkhuizen
              - Cornelia Maria Buyskes (1766-1795); trouwde in l787 met mr. Cornelis van der Willige (1759-1835), burgemeester van Enkhuizen, hoogheemraad van de Hondsbossche, lid van Provinciale Staten van Noord-Holland

            - Johanna Maqaretha Buyskes (1739-1771); trouwde in 1764 met Nicolaas Hendrik de Vries (1742-1809), raad en schepen van Enkhuizen
            - Arnoldus Buyskes (1742-1824), schepen van Enkhuizen

Geslachten die opgenomen zijn in het sinds 1910 verschijnende genealogische naslagwerk Nederland's Patriciaat. Lijst volgens opgave van het CBG Centrum voor familiegeschiedenis.
A · B · C · D · E · F · G · H · I · J · K · L · M · N · O · P · Q · R · S · T · U · V · W · Y · Z